# Kim Sang-sik
Kim Sang-Sik (Haenan, 17 de dezembro de 1976) é um ex-futebolista sul-coreano, que jogava como volante. Atualmente comanda a Seleção Vietnamita.

## Carreira
Kim Sang-Sik representou a Seleção Sul-Coreana de Futebol nas Olimpíadas de 2000.

## Títulos

### Como jogador
Seongnam Ilhwa Chunma
- K League: 2001, 2002, 2006[carece de fontes?]
- Copa da Coreia do Sul: 1999[carece de fontes?]
- Copa da Liga da Coreia do Sul: 2002[carece de fontes?]
- Supercopa da Coreia do Sul: 2002[carece de fontes?]

Jeonbuk Hyundai Motors
- K League: 2009, 2011[carece de fontes?]

#### Prêmios Individuais
- Seleção da K League: 2009[3]

### Como treinador
Jeonbuk Hyundai Motors
- K League: 2021<[carece de fontes?]
- Copa da Coreia do Sul: 2022[carece de fontes?]

Seleção Vietnamita
- Copa AFF: 2024

#### Prêmios Individuais
- Técnico do Ano da K League: 2021[4]
- Treinador do Ano da KFA: 2021[5]